# هال تورنر
هال تورنر (بالإنجليزية: Hal Turner)‏ هو مقدم برامج إذاعية أمريكي، ولد في 15 مارس 1962 في جيرسي سيتي في الولايات المتحدة.

## وصلات خارجية
- هال تورنر على موقع إن إن دي بي (الإنجليزية)